# Highland (Illinois)
Highland is een plaats (city) in de Amerikaanse staat Illinois, en valt bestuurlijk gezien onder Madison County.

## Demografie
Bij de volkstelling in 2000 werd het aantal inwoners vastgesteld op 8438. In 2006 is het aantal inwoners door het United States Census Bureau geschat op 9373, een stijging van 935 (11,1%).

## Geografie
Volgens het United States Census Bureau beslaat de plaats een oppervlakte van 16,6 km², waarvan 14,0 km² land en 2,6 km² water. Highland ligt op ongeveer 160 m boven zeeniveau.

## Plaatsen in de nabije omgeving
De onderstaande figuur toont nabijgelegen plaatsen in een straal van 16 km rond Highland.